# Airtight Games
Airtight Games byla nezávislá americká společnost zabývající se vývojem videoher se sídlem v Redmondu ve státě Washington, založená v roce 2004. Tvořili ji bývalí členové FASA Studio, Will Vinton Studios a Microsoft, jakož i několika dalších studií, a jejími klíčovými členy byli prezident a kreativní ředitel Jim Deal, umělecký ředitel Matt Brunner a spoluzakladatel Ed Fries.

## Historie
Společnost Airtight Games byla založena v roce 2004 týmem, jenž vytvořil titul Crimson Skies: High Road to Revenge pro Xbox.[zdroj?] Jejich prvním titulem se stala akční hra Dark Void z roku 2010, kterou vydala společnost Capcom a která vyšla pro platformy Microsoft Windows, PlayStation 3 a Xbox 360.
Studio následně vyvinulo logickou plošinovku s názvem Quantum Conundrum, kterou v roce 2012 vydal Square Enix. Mezi lety 2012 až 2013 vydalo na mobilních zařízeních s iOS dvě mobilní hry, jmenovitě Pixld a DerpBike. Roku 2014 se pak vydání dočkala rytmická roguelike hra Soul Fjord, jež byla exkluzivně vyvinuta pro krátce existující konzoli Ouya.
V červnu 2014 společnost Square Enix vydala další titul od studia Airtight Games, a to dobrodružnou mysteriózní hru Murdered: Soul Suspect. Vyšla na platformách Microsoft Windows, PlayStation 3, PlayStation 4, Xbox 360 a Xbox One. Začátkem téhož roku studio propustilo 14 zaměstnanců a jeho kreativní ředitelka Kim Swiftová nastoupila do Amazon Game Studios. Uzavřeno bylo v červenci 2014.

## Vyvinuté tituly
| Rok  | Název                  | Platformy                                                 | Vydavatel      |
| ---- | ---------------------- | --------------------------------------------------------- | -------------- |
| 2010 | Dark Void              | PlayStation 3, Windows, Xbox 360                          | Capcom         |
| 2012 | Quantum Conundrum      | PlayStation 3, Windows, Xbox 360                          | Square Enix    |
| 2012 | Pixld                  | iOS                                                       | Airtight Games |
| 2013 | DerpBike               | iOS                                                       | Airtight Games |
| 2014 | Soul Fjord             | Ouya                                                      | Airtight Games |
| 2014 | Murdered: Soul Suspect | PlayStation 3, PlayStation 4, Windows, Xbox 360, Xbox One | Square Enix    |